# Flughafen Tlemcen - Zenata - Messali El Hadj

i7
i11
i13
Der Flughafen von Tlemcen (auch Flughafen – Zenata – Messali El Hadj) (IATA-Code: TLM, ICAO-Code: DAON) ist ein nationaler algerischer Flughafen. Er befindet sich 22 Kilometer nordwestlich der Stadt Tlemcen in der Provinz Tlemcen.
Benannt wurde er nach Messali Hadj, einem ehemaligen algerischen Politiker.

## Flugziele
Neben der nationalen Fluglinie Air Algérie fliegen folgende Fluggesellschaften Tlemcen an:
| Name              | Ziele                   |
| ----------------- | ----------------------- |
| Aigle Azur (1970) | Paris, Marseille        |
| Jetairfly         | Brüssel-Charleroi Süd   |
| Tassili Airlines  | Algier, Batna, Istanbul |